# Бой при Турбиго (1859)
В бою при Турбиго 3 июня 1859 года во время Австро-итало-французской войны французская армия захватила два переправы через реку Тичино, что позволило ей закрепиться в австрийской Ломбардии.
В течение большей части мая 1859 года основные армии вели разведывательные бои, при этом французы и пьемонтцы были сосредоточены в районе Алессандрии, а австрийцы - к северу от них. В конце мая Наполеон III решил двинуть всю свою армию влево и атаковать уязвимый австрийский правый фланг. После победы пьемонтцев при Палестро (30–31 мая 1859 г.) австрийцы наконец осознали, что происходит, и фельдцейхмейстер Франц граф Дьюлаи решил отступить из Пьемонта через Тичино на восток, в Ломбардию. Его цель состояла в том, чтобы защитить Милан и помешать союзникам продвинуться в Ломбардо-Венецианское королевство. Западный берег Тичино был выше восточного, поэтому, если австрийцы хотели защищать речные переправы, им нужно было это делать на западном берегу.
Наполеон III разделил свои силы и приказал Патрису де Мак-Магону, командиру 2-го корпуса, двинуться в деревню Турбиго, в пяти милях к северо-западу от Мадженты, которая, как он знал, была оплотом итальянского сопротивления австрийцам.
Утром 3 июня французская дивизия гвардейских вольтижёров генерала Камю, за которой следовал 2-й корпус Мак-Магона и 2-я дивизия Фанти, прибыла в Турбиго. Она не встретила сопротивления, поскольку итальянские повстанцы уже атаковали небольшие австрийские силы, которые были отправлены для охраны деревни ночью. Дивизия Камю пересекла реку на лодках и обезопасила правый берег, а затем двинулась вперед и завязала бои с австрийскими аванпостами у Робеккетто-кон-Индуно, где алжирские полки французской армии столкнулись с гусарами и уланами дивизий Урбана и Менсдорфа. 
Во второй половине дня генерал Мак-Магон проехал со своим штабом к востоку от Турбиго через город Робеккетто на рекогносцировку и едва не был схвачен аванпостами австрийской бригады Резничека. Около 17:00 стычки закончились, создав обнадеживающую ситуацию для союзных войск: французы заняли Турбиго, Робеккетто и Мальвальо, а также контролировали доступ к мосту Сан-Мартино-ди-Трекате. 
Около 16.00 в Турбиго прибыла саперная рота и в 19.30 было завершено строительство временного моста, общей протяженностью 180 метров. Захват Турбиго совпал с боем при Боффалоре, в котором также победу одержали французы. Решающая победа франко-сардинской армии над австрийцами, приведшая к занятию Милана, последовала на следующий день в битве при Мадженте.